# Annette Rogers
Annette Joan Rogers-Kelly (Chicago, 22 ottobre 1913 – Des Plaines, 8 novembre 2006) è stata una velocista e altista statunitense, campionessa olimpica della staffetta 4×100 metri ai Giochi di Los Angeles 1932 e Berlino 1936.

## Biografia
Studiò alla Northwestern University. Ai Giochi olimpici di Los Angeles 1932 vinse l'oro nella staffetta 4×100 metri con le connazionali Mary Carew, Evelyn Furtsch e Wilhelmina von Bremen. Nelle Olimpiadi seguenti, a Berlino nel 1936, vinse un altro oro nella stessa specialità, questa volta al fianco di Harriet Bland, Betty Robinson e Helen Stephens.

## Palmarès
| Anno | Manifestazione  | Sede        | Evento        | Risultato | Prestazione | Note            |
| ---- | --------------- | ----------- | ------------- | --------- | ----------- | --------------- |
| 1932 | Giochi olimpici | Los Angeles | Salto in alto | 6ª        | 1,58 m      |                 |
| 1932 | Giochi olimpici | Los Angeles | 4×100 m       | Oro       | 47"0        | Record mondiale |
| 1936 | Giochi olimpici | Berlino     | 100 m piani   | 5ª        | 12"2        |                 |
| 1936 | Giochi olimpici | Berlino     | Salto in alto | 6ª        | 1,55 m      |                 |
| 1936 | Giochi olimpici | Berlino     | 4×100 m       | Oro       | 46"9        |                 |